# Agnes III. von Anhalt
Agnes von Anhalt-Zerbst (* 1445; † 15. August 1504 in Kaufungen) stammte aus dem Hause der Askanier und war als Agnes III. von 1485 bis 1504 Äbtissin des freien weltlichen Reichsstifts Gandersheim.

## Leben
Agnes war eine Tochter des Fürsten Georg I. von Anhalt-Zerbst (1390–1474) aus dessen dritter Ehe mit Sophie († 1451), Tochter des Grafen Sigismund von Hohnstein. Agnes’ Schwester Scholastika war seit 1469 Äbtissin des Stifts Gernrode und Frose. Agnes wurde im Stift Quedlinburg erzogen.
1485 wurde Agnes zur 33. Äbtissin von Gandersheim erwählt. Bei ihrer Bestätigung betonte Papst Innozenz VIII. die fürstliche Würde des Amtes und der Person der Äbtissin.
Ab 1485 beziehungsweise 1496 war Agnes auch Vorsteherin und Administratorin der Stifte Heerse und Kaufungen. Die Ämter hatte Agnes angenommen, da die finanziellen Mittel des einst reichen Stifts Gandersheim bei weitem nicht mehr ausreichten und sie ihre Brüder um Lebensmittel bitten musste. Während der Amtszeit Agnes erholte sich die Finanzlage des Stiftes erheblich. Agnes legte in der Abtei neue Bauten an und besserte die bestehenden aus. 1488 genehmigte Agnes an der Kirche zu Gandersheim die Gründung einer Kommisse und eines neuen Altars.
Das Stift hatte unter den militärischen Übergriffen der Söldner Herzog Heinrichs von Braunschweig zu leiden, die so weit gingen, dass sie einmal der Äbtissin die Kopfbedeckung entrissen haben sollen. Diese Umtriebe mussten durch das Einschreiten von Agnes’ Brüdern beendet werden. Den Verlust der Stiftspfarre St. Stephanie an den Braunschweiger konnten sie allerdings nicht verhindern, wenngleich Agnes vom Herzog von Braunschweig eher symbolisch mit jährlich 2 Gulden aus den Einkünften des Dorfes Sebexen dafür entschädigt wurde.
Wegen ihrer Tatkraft und Umtriebigkeit war die Äbtissin bei ihren Geistlichen unbeliebt. Sie zog sich 1504 schließlich in das Stift Kaufungen zurück, wo sie starb. Den Großteil ihres Vermögens hinterließ sie dem Stift, welches unter ihren Nachfolgerinnen wieder vermehrt verarmte.